# Jan Hieronim Kryszpin-Kirszensztein
Jan Hieronim Kryszpin-Kirszensztein herbu Kryszpin (ur. ok. 1654, zm. 1708) – biskup rzymskokatolicki.

## Życiorys
Biskup żmudzki od 19 września 1695.
Sufragan wileński i biskup tytularny Salona w Graecia lub Hellade Prima w latach 1694–1695, duchowny referendarz wielki litewski w 1687 roku, kanonik i kustosz wileński.
Był elektorem Augusta II Mocnego z Księstwa Żmudzkiego w 1697 roku, podpisał jego pacta conventa. W styczniu 1702 roku podpisał akt pacyfikacji Wielkiego Księstwa Litewskiego.
Z jego inicjatywy bernardyni prowincji litewskiej objęli w 1701 r. parafię pw. św. Jana Chrzciciela w Datnowie, obsługiwaną dotychczas przez duchowieństwo diecezjalne.